# Cantone di Isidro Ayora
Il cantone di Isidro Ayora è un cantone dell'Ecuador che si trova nella provincia del Guayas.
Il capoluogo del cantone è Isidro Ayora.